# Soumaila Samake
Soumaila Samake (Boubacar, 18 de marzo de 1978) es un exjugador de baloncesto maliense. Con 2.13 metros de estatura, su puesto natural en la cancha es el de pívot.

## Trayectoria
- KK Idrija (1996-1997).
- KD Slovan (1997-1999).
- KK Union Olimpija (1999).
- Cincinnati Stuff (1999-2000).
- New Jersey Nets (2000-2001).
- Orlandina Basket (2001-2002).
- Los Angeles Lakers (2002).
- Greenville Groove (2002-2003).
- Sportino Inowrocław (2004).
- Zhejiang Whirlwinds (2004-2006).
- KD Slovan (2006).
- Ohod Al Madina (2007).
- BEEM Mazandaran (2008).
- Zain (2008).
- Jilin Northeast Tigers (2008-2010).
- KK Mornar Bar (2010).
- Caspian Qazvin (2010-2011).
- Quebec Kebs (2011-2012).
- Vancouver Dragons (2018-2019).